# Джастін Ченселлор
Джастін Ченселлор (англ. Justin Chancellor), повне ім'я Джастін Ґуннар Волтер Ченселлор (англ. Justin Gunnar Walter Chancellor, нар. 19 листопада 1971) — американський музикант, бас-гітарист рок-гурту Tool.

## Біографія
Джастін Ченселлор народився 19 листопада 1971 року в Лондоні, Велика Британія. Він починав свою музичну кар'єру на початку 1990-х років в британському рок-гурті Peach. 1995 року його запросили на прослуховування в американський рок-гурт Tool, на розігріві у якого Peach грали під час їхніх гастролей Великою Британію. Ченселлор погодився спробувати, і врешті решт його взяли у Tool як заміну оригінальному бас-гітаристу Полу д'Амурові.
В складі Tool Ченселлор виступав понад 25 років, записавши з гуртом чотири студійних альбоми — Ænima (1996), Lateralus (2001), 10,000 Days (2006) та Fear Inoculum (2019). Звучання його бас-гітари Wal Custom Bass стало однією з визначних характеристик звучання Tool.
Ченселлор входив до рейтингів найкращих бас-гітаристів світу, складених такими виданнями, як Music Radar та Guitar World.